# Crystal Skull (Stargate SG-1)
Crystal Skull (El cráneo de cristal en Latinoamérica, La calavera de cristal en España) es el vigesimoprimer episodio de la tercera temporada de la serie de televisión de ciencia ficción Stargate SG-1, y el sexagésimo quinto capítulo de toda la serie.

## Trama
El SGC descubre en un planeta una colosal pirámide Maya, cuyo interior es una gran caverna. Sobre un pedestal en el centro hallan un cráneo de cristal, el cual mientras es observado por Daniel, comienza a emitir una alta radiación. Cuando Teal'c le dispara al cráneo para detenerlo, Daniel desaparece a los ojos de los demás. En realidad, está atrapado en otra dimensión, donde solo puedo ver y oír a los demás, pero no interactuar con ellos, actuando como un fantasma.
A pesar de muchas pruebas al cráneo, no saben lo que le ocurrió a Daniel, pero este se da cuenta de que si no vuelve a la normalidad morirá por falta de alimento. Deciden entonces hablar con el abuelo de Daniel, Nicholas Ballard, con quién parece que Daniel se encuentra peleado y que se halla en una clínica psiquiátrica. Él encontró un cráneo parecido en Belice y dice haber sido llevado a otro mundo, donde habló con unos alienígenas gigantes. Su incapacidad para probar esta experiencia, le provocó una crisis nerviosa que lo hizo terminar en aquella clínica.  
Nicholas es llevado al SGC, donde pronto Daniel descubre que su abuelo puede hablar con él y logra convencerlo de que no es otra ilusión. Nicholas le explica al SG-1 lo que le pasó a Daniel, a pesar de las primeras dudas del equipo. Daniel concluye que fue el disparo de Teal'c lo que provocó su estado, por lo que el SG-1, junto con Nicholas, regresan al planeta con el cráneo y dejan al proceso finalizar. 
Todos, excepto Teal'c, quedan en la misma situación de Daniel, y pronto aparece frente a ellos un ser gigante llamado «Quetzalcóatl», que dice en lengua maya: «El enemigo de mi enemigo es mi amigo». Deducen que el enemigo del que habla son los Goa'uld, y que Teal'c, al llevar un simbionte, no fue llevado con ellos por esa razón. Quetzalcoatl acepta la propuesta del SG-1 sobre intercambiar conocimientos, aunque solo a Nicholas Ballard se le permite quedarse. Antes de marchar, Daniel se despide de él, llamándolo «abuelo», como muestra de haber terminado con antiguos rencores.

## Artistas invitados
- Jan Rubes como Nicholas Ballard.
- Jason Schombing como el Dr. Robert Rothman.
- Dan Shea como el Sargento Siler.
- Russel Roberts como el Psiquiatra.
- Jacquie Janzen como la enfermera.
- Daniel Bacon como técnico.
- Tracy Westerholm como el Vigilante.
- Christopher Judge como Quetzalcoatl (Voz)
- Teryl Rothery como la Dra. Janet Fraiser.